# Uvaroviella cavicola
Uvaroviella cavicola är en insektsart som beskrevs av Lucien Chopard 1923. Uvaroviella cavicola ingår i släktet Uvaroviella och familjen syrsor. Inga underarter finns listade i Catalogue of Life.